# Чивжель, Эдвард Ричардович
Эдвард Ричардович Чи́вжель (род. 1944, Ленинград, СССР) — советский и американский дирижёр, заслуженный деятель искусств РСФСР (1987), заслуженный деятель искусств Карельской АССР (1981).

## Биография
Латыш. В 1965 окончил среднюю специальную музыкальную школу при Ленинградской государственной консерватории по специальности «фортепиано».
В 1965—1969 гг. — студент Ленинградской государственной консерватории имени Н. А. Римского-Корсакова по классу фортепиано, в 1969—1972 — по классу симфонического дирижирования.
В 1971 г. — дипломант III Всесоюзного конкурса дирижёров.
В 1972—1976 гг. — аспирант Ленинградской государственной консерватории имени Н. А. Римского-Корсакова по классу оперно-симфонического дирижирования у профессора Арвида Янсонса.
В 1975—1977 гг. — дирижёр-стажер у народного артиста РСФСР профессора Е. Мравинского в Академическом симфоническом оркестре Ленинградской филармонии.
В 1973—1991 годах — художественный руководитель и главный дирижёр Симфонического оркестра Комитета по телевидению и радиовещанию Карельской АССР.
Член КПСС с 1980 г. Неоднократно гастролировал по городам СССР, Швеции, ГДР, Румынии, Болгарии, Польши, Австралии, Англии, Скандинавии. Работал как постоянный приглашённый дирижёр со многими симфоническими оркестрами СССР. Участвовал в записи пластинок «Мелодия» с заслуженным коллективом РСФСР Академическим симфоническим оркестром Ленинградской госфилармонии (Окулов Музыка балета «Шинель», Вивальди Концерт для фагота с оркестром и другие), с симфоническим оркестром Карельского телевидения и радио (В. Кончаков сюита для флейты Песни Пудожья, Г. Вавилов Карельские напевы, Г. Синисало Сюита из балета «Кижская легенда», Сибелиус сюита Карелии).
Осуществил в Швеции ряд оперных постановок, в 1988 году дебютировал со Стокгольмским филармоническим оркестром.
В январе 1991 года, во время гастролей в США, получил политическое убежище, где продолжил карьеру в Гринвиллском симфоническом оркестре, а в 1993—2008 гг. как главный дирижёр Форт-Уэйнского филармонического оркестра. Давал мастер-классы по дирижированию в университете Фурмана (Гринвилл) и Губернаторской школе (Южная Каролина).

## Семья
Отец — Чивжель Ричард Александрович — артист оркестра Ленинградского театра оперы и балета имени С. М. Кирова.
Мать — Чивжель Надежда Николаевна — солистка оркестра Ленинградского театра оперы и балета имени С. М. Кирова.
Жена — Любовь Викторовна, сын Арвид Эдвардович (1986).

## Награды и звания
- Заслуженный деятель искусств РСФСР
- Заслуженный деятель искусств Карельской АССР
- Юбилейная медаль «XX лет победы в Великой Отечественной войне 1941—1945 гг.» (1965)
- Почетная грамота Верховного Совета Карельской АССР (1978)
- Почетная грамота Совета Министров Карельской АССР (1983)